# Old Fashioned Love
Old Fashioned Love ist ein Song, der von Texter Cecil Mack (1873–1944) und James P. Johnson (Musik) geschrieben und 1923 veröffentlicht wurde.

## Entstehung und erste Aufnahmen
Mack und Johnson verfassten die Lieder für die Broadway-Show Runnin’ Wild. Neben der Tanznummer The Charleston, die einer der größten Hits der 1920er-Jahre werden sollte, wurde auch die hymnenartige Ballade Old Fashioned Love ein Standard. In der Show wurde die Ballade von Adelaide Hall interpretiert.
Bereits im November desselben Jahres wurde der Song als Duett von Eva Taylor mit dem Tenor Lawrence Lomax mit den Blue Five von Clarence Williams (Okeh 8114) eingespielt, die „ein wenig schmalzig“ geraten ist; Williams nahm auch eine Instrumentalfassung des Songs mit seiner Blue Five auf (Okeh 4993).

## Coverversionen
Weitere Aufnahmen 1923 erfolgten durch The Georgians und Cliff Edwards. Eine Anfang 1924 eingespielte Version von Noble Sissle mit Eubie Blake wurde ein Hit. Als eine der besten Versionen gilt die von Alberta Hunter, ebenfalls von 1924.
In den 20er- und 30er-Jahren spielten in Nordamerika u. a. auch Mezz Mezzrow, Red Norvo, Adrian Rollini und das Count Basie Orchestra den Song ein. Weitere Gesangsversionen nahmen The Mills Brothers (mit Louis Armstrong) und Lena Horne (1940) auf. Auch James P. Johnson nahm die Nummer mehrmals auf, als Solist und 1939 mit seinem Orchester.
In Deutschland nahm der Geiger Paul Godwin mit seinem Künstler-Ensemble das Stück unter dem Titel „Die alte gemütliche Zeit“ bei der “Grammophon” auf.
Tom Lord listet im Bereich des Jazz 269 Coverversionen des Titels, der in den Nachkriegsjahren auch häufig im Mainstream und Traditional Jazz gespielt wurde, u. a. von Sidney Bechet, Acker Bilk, Sharkey Bonano, Keith Christie, Vic Dickenson und der Dutch Swing College Band.
Im Bereich des Western Swing und der Countrymusik interpretierten auch Cliff Bruners Texas Wanderers  (Decca 1647), Bob Wills, Willie Nelson und Merle Haggard den Song, Roy Acuff hatte mit Old Fashioned Love einen der Top-Hits des Jahres 1940. Im Rhythm & Blues wurde der Song u. a. von Ivory Joe Hunter (Dot-15930) aufgenommen.
Der Mack/Johnson-Song ist nicht mit dem gleichnamigen Lied von Smokey Robinson und mit An Old Fashioned Love Song von Paul Williams zu verwechseln.